# Le Compositeur Glinka
Pour plus de détails, voir Fiche technique et Distribution.
Le Compositeur Glinka (en russe : Композитор Глинка, Kompozitor Glinka) est un film russe réalisé par Grigori Alexandrov, sorti en 1952.

## Synopsis
Le jeune compositeur Mikhaïl Glinka interprète sa nouvelle composition lors de la soirée chez le prince Wielhorski, mais le public, habitué à la musique d’Europe occidentale, ne cache pas se désapprobation. Les remarques du polémiste Faddeï Boulgarine sont tout particulièrement blessantes. Offensé, Glinka quitte la réception. Il décide bientôt d'aller étudier l'art musical en Italie.
De retour en Russie, il a l'idée d'écrire un opéra russe. Son ami poète Vassili Joukovski lui propose le sujet - l'exploit d'Ivan Soussanine, un héros national russe du Temps des troubles. Après une répétition devant le tsar Nicolas Ier, ce dernier décide que le nom de l'opéra Ivan Soussanine doit être changé en Une vie pour le tsar. L'opéra est un succès.
Glinka enchaine avec la création de l'opéra Rouslan et Ludmila d'après le poème éponyme de Pouchkine. Cette œuvre reçoit un accueil mitigé. Toutefois le compositeur peut compter sur le soutien de ses amis.

## Fiche technique
- Titre : Kompozitor Glinka
- Titre anglais : Man of Music
- Réalisation : Grigori Alexandrov
- Scénario : Grigori Alexandrov, Piotr Pavlenko et Nina Treneva
- Production : Valentin Maslov
- Musique : Vissarion Chebaline
- Photographie : Edouard Tissé
- Décors : Alexeï Outkine
- Costumes : Olga Kroutchinina
- Pays d'origine : URSS
- Format : Couleurs - Mono
- Genre : Drame
- Date de sortie : 1952

## Distribution
- Boris Smirnov : Mikhaïl Ivanovitch Glinka
- Lev Dourassov : Alexandre Sergueïevitch Pouchkine
- Vladimir Saveliev : Karl Ivanovitch
- Lioubov Orlova : Lioudmila Ivanovna Glinka
- Gueorgui Vitsine : Nicolas Gogol
- Youri Lioubimov : Alexandre Dargomyjski
- Konstantin Nassonov : Vassili Joukovski
- Andreï Popov : Vladimir Stassov
- Iouri Iourovski : prince Michał Wielhorski
- Sergueï Vetcheslov : Vladimir Odoïevski
- Mikhaïl Nazvanov : Tsar Nicolas Ier
- Sviatoslav Richter : Franz Liszt
- Bella Vinogradova : Giuditta Pasta
- Irina Likso : Alexandra Feodorovna de Russie
- Pavel Pavlenko : Faddeï Boulgarine
- Faïna Chevtchenko : femme de Karl Ivanovitch
- Rina Zelyonaya : femme du général
- Radner Mouratov : employé du théâtre
- Anatoli Papanov : adjudant du knèze
- Guennadi Youdine : Hector Berlioz
- Sergueï Kirilov : Karl Brioullov
- Vakhtang Toumanov : Ossip Petrov, chanteur d'opéra
- Nikolaï Timofeïev : épisode
- Elena Izmaïlova : femme de Vladimir Odoïevski (non crédité)
- Klavdia Khabarova : épisode

## Récompenses
- Léopard d'or au Festival de Locarno